# 이맘 레자 스타디움
이맘 레자 스타디움(페르시아어: ورزشگاه امام رضا, 영어: Imam Reza Stadium)은 이란 마슈하드에 위치한 축구 전용 경기장이다. 샤르 코드로의 홈구장으로 사용되고 있다.
수용 인원은 27,700명이다.